# Batokljun
Batokljun (Coccothraustes coccothraustes) je ptica iz porodice zeba unutar reda vrapčarki. Najbliži mu je srodnik zimovka. Vrlo su tihe i nenametljive, a obično se mogu naći u parovima ili malenim grupama.

## Izgled
Batokljun ima ukupnu duljinu između 16,5 i 18 cm, raspon krila od 29 do 33 cm i težinu između 48 i 62 g. Imaju prilično zdepast izgled, a ženke su manje od mužjaka. Kljun je sive, metalne boje (svjetliji zimi nego ljeti), noge su kratke i ružičaste, rep je kratak, a oči su smeđe boje. Mužjaci imaju upadljivije perje od ženki. Glava je svijetlosmeđe boje, grlo crno, bočne strane vrata i leđa siva, krila tamnosmeđa, a trbuh sivkastosmeđ. Sredinom krila protežu se i tri linije, bijela, smeđa i plava.

## Ishrana
Hrani se tvrdim plodovima, koje drobi svojim jakim kljunom i snažnim viličnim mišićima. Ti mišići mogu proizvesti silu koju stvara teret od 30 do 48 kg. Osim toga, hrani se i bobicama, pupoljcima i povremeno gusjenicama i kukcima. Mogu sažvakati i lišće masline. Često se hrane u grupama, naročito zimi.

## Rasprostranjenost
Rasprostranjeni su u čitavoj Europi, istočnoj Aziji (uključujući i sjeverni dio Japana) i Sjevernoj Africi. Obično nastanjuje listopadne šume, naročito ako drveće daje plodove. Javljaju se i u parkovima i vrtovima. Mogu se naći i u zimzelenim šumama ako u blizini postoji izvor vode. Zimi traže šume s drvećem koje im pruža hranu, kao što su trešnje ili šljive.

## Gniježđenje
Gnijezdi se jednom godišnje i to od travnja do lipnja.